# کانون شیزاکی
کانون شیزاکی (انگلیسی: Kanon Shizaki؛ زادهٔ ۸ فوریهٔ ۱۹۹۷) صداپیشه اهل ژاپن است.